# Хуаніто Орзабал
Хуаніто Оярзабаль (Juanito Oiarzabal) народився 30 березня 1956 в  Віторії) —  Іспанський альпініст, підкорив всі 14 восьмитисячники Землі.
Він став першим іспанцем і шостою людиною в історії, яка здобула  Корону Гімалаїв і Каракоруму. Перший восьмитисячник (Чо-Ойю) підкорив в 1985 році, останній ( Аннапурну) — 16 років по тому, в 1999 році. Протягом понад 20 років, практикуючи гімалайський стиль альпінізму, брав участь у майже 40 експедиціях, підкоривши (до 2015 року) в цілому 25 разів восьмитисячні піки, що є світовим рекордом. Оярзабаль написав чотири книги, присвятивши їх своїм сходженням і історії здобуття Корони Гімалаїв і Каракоруму.

## Історія здобуття Корони Гімалаїв і Каракоруму
1. 1985 — Чо-Ойю (8201 м)
2. 1987 — Гашербрум II (8035 м)
3. 1992 — Нанга Парбат (8125 м)
4. 1993 — Еверест (8848 м)
5. 1994 — K2 (8611 м)
6. 1995 — Макалу (8463 м)
7. 1995 — Лхоцзе (8516 м)
8. 1995 — Броуд-пік (8047 м)
9. 1996 — Канченджанга (8586 м)
10. 1997 — Манаслу (8163 м)
11. 1997 — Гашербрум I (8068 м)
12. 1998 — Дхаулагірі (8167 м)
13. 1998 — Шишабангма (8027 м)
14. 1999 — Аннапурна (8091 м)

## Ресурси Інтернету
- Сторінка в Інтернеті [Архівовано 30 жовтня 2013 у Wayback Machine.]